# 888 Parysatis
888 Parysatis, asteroid glavnog pojasa. Otkrio ga je Max Wolf, 2. veljače 1918.

## Vanjske poveznice
- Minor Planet Center